# Эдирнский инцидент

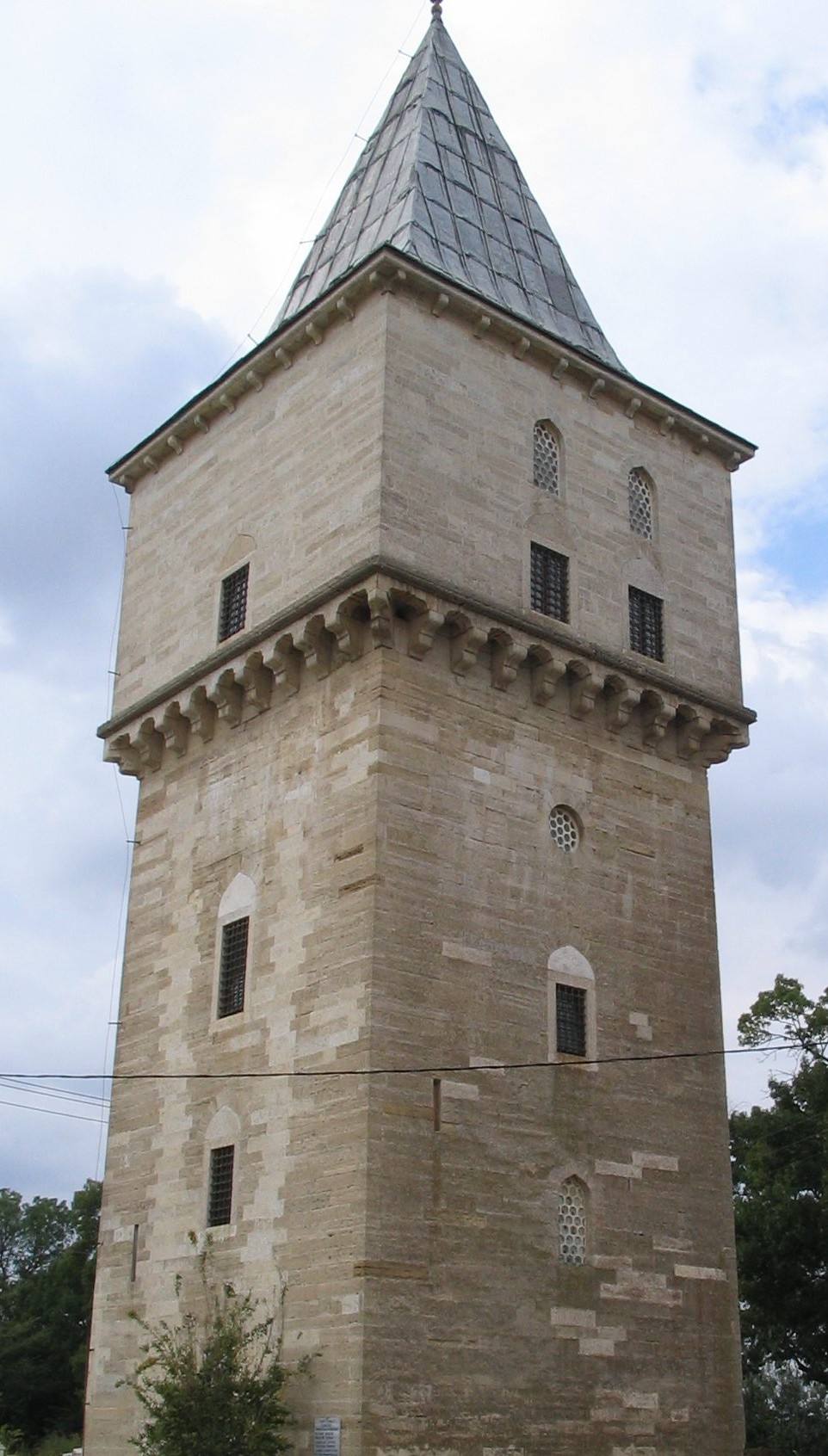
Башня правосудия, с вершины которой в 1666 году Шабтай Цви возвестил миру, что «Аллах велик» и он не мессия.

Эдирнский инцидент или Инцидент в Эдирне (тур. Edirne Vakası) — восстание янычар 1703 года, начавшееся в Стамбуле и завершившееся в Эдирне. Восстание стало результатом заключения Карловицкого мира, возвышения бывшего наставника Мустафы II шейх-уль-ислама Фейзуллы-эфенди и системы откупа, практиковавшейся в Османской империи.
Это историческое событие знаменует собой поворотный момент в упадке Османской империи в эпоху Просвещения и в то же время отражает ключевое историческое время, до того как империя была основным фактором международной политики и отношений, а также последующий упадок Таклиди сеифа.
Стремление завоевать Вену открыло ящик Пандоры для Османской империи, ознаменовав конец Pax Ottomana для подданных падишахи. Стабилизация империи, достигнутая в эпоху Кёпрюлю, была безвозвратно утеряна в результате проигрыша Великой Турецкой войны. Чтобы собрать доходы для войны, в 1695 году была введена система выкупа маликяне, которая в конечном итоге разрушила финансовые и экономические перспективы.
Причиной восстания янычар, эснафии и городской бедноты Константинополя является растущая власть бывшего учителя султана Фейзулла-эфенди. Выражением недовольства всех трех социальных групп в ходе событий стали Улемы. Формально требований бунтовщиков четыре — забота о подданных; остановить растрату султанского двора; осуждение виновных в незавидном социально-экономическом положении и конец чрезмерных уступках христианским союзникам Священной лиги (капитуляция Османской Венгрии и, в частности, Трансильвании; см. Имре Тёкёли и восстание Ракоци).
Первоначально отправленные во дворец Эдирне парламентарии повстанцев были арестованы султаном Мустафой II, недооценившим ситуацию и силу недовольства. Постфактум янычары отправились в Эдирне, и после отказа сипахов отстоять власть султана состоялась казнь великого визиря. И это не спасло власть, и султан был вынужден под давлением отречься от престола. Отречение ознаменовало самую низкую точку уважения к османскому правлению до того времени и в то же время было пиком могущества янычар, кади и улемов. Исторически этот инцидент положил начало болгарскому пробуждению.